# Philipp Maximilian Opiz
Philipp Maximilian Opiz o Filip (5 de junio de 1787 Čáslav, Bohemia -† 20 de mayo de 1858) fue un botánico, micólogo, briólogo, y dasónomo (todos autodidacta) checo.
La variedad de exsiccata de setas y de líquenes de la República Checa se encuentren en el "Museo de Průhonice", Praga.
En 1817 creó la "Asociación Pflanzentauschanstalt (de Intercambio de vegetales, granos, insectos) que incitó a buen número de recolectores de diversos países a enviarle sus acopios, y que en 1823 le llevó a publicar el catálogo enriquecido de diagnosis de las plantas expuestas.
En 1818 editó Flora cryptogamica Bohemiae, donde se refleja su interés en la biodiversidad.
Después de 1820, se desarrolla la importante actividad botánica de P. M. Opiz y sus más reconocidas publicaciones. Antes se había dedicado a recolectar especímenes; y comienza a publicar en raras revistas:Hesperus, Kratosetc., etc.
De 1823 a 1830 publicó el periódico Naturalientausch, donde trata de la taxonomía y florística.
Tuvo un enorme herbario, que se fue dispersando en numerosas colecciones europeas. A su muerte, su asociación tenía 862 miembros y 1.700.000 muestras.

## Obra principal
- 1817. Deutschlands cryptogamische Gewächse. Ein Anhang zur Flora Deutschlands von Joh. Christ. Röhling (Criptógamas germanas; Notas respecto de "Flora Deutschland" por Johann Christoph Röhling)

- 1823. Böheims phänerogamische und cryptogamische gewächse (Bohemian (Fanerógamas bohemias y criptógamas)

- 1852. Seznam rostlin květeny české (Inventario de la flora checa)[1]

## Honores

### Eponimia
Géneros
- (Brassicaceae) Opizia Raf.[2]

- (Poaceae) Opizia J.Presl[3]

Especies (13+1)
- (Aceraceae) Acer opizii Ortmann[4]

- (Lamiaceae) Thymus × opizii F.Weber[5]

- (Piperaceae) Peperomia opiziana A.Dietr.[6]

- (Piperaceae) Piper opizianum D.Dietr.[7]

- (Violaceae) Viola opizii Knaf ex Nyman[8]
- La abreviatura «Opiz» se emplea para indicar a Philipp Maximilian Opiz como autoridad en la descripción y clasificación científica de los vegetales.[9]